# Río Japón
El río Japón es un curso natural de agua que drena la parte norte de la cuenca del río Grande de Tierra del Fuego y desemboca a unos 36 km del origen del río principal de la cuenca.: 4 

## Trayecto
El río drena un área plana y turbosa y su principal afluente es el río Rusphen o Rusfin. Su longitud es de 36 km.